# Silberhausen
Silberhausen est une commune allemande située dans l'arrondissement d'Eichsfeld en Thuringe.

## Géographie

Situation de Silberhausen dans l'arrondissement

La commune fait partie de la Communauté d'administration de Dingelstädt.
Silberhausen est l'une des cinq municipalités concurrentes qui sont désignées comme centre géographique de l'Allemagne (avec Niederdorla, Landstreit, Flinsberg et Krebeck). 

## Démographie
| 1910 | 1933 | 1939 | 1995 | 2000 | 2005 | 2010 |
| ---- | ---- | ---- | ---- | ---- | ---- | ---- |
| 941  | 981  | 893  | 778  | 747  | 709  | 687  |